# Yasur
Le Yasur est un volcan du Vanuatu.

## Géographie
Le Yasur est situé sur l'île de Tanna, au Vanuatu. Il a une altitude de 361 m. Il possède un cône pyroclastique dénué de végétation et son cratère, qui mesure 400 m de diamètre, est presque circulaire. C'est un stratovolcan créé par la subduction de la plaque australienne sous la plaque pacifique. Il fait donc partie de la ceinture de feu du Pacifique. Le Yasur est en éruption continue depuis plus de 200 ans et il est possible d'y accéder et d'observer le volcan pendant les éruptions. Celles-ci sont de type strombolien ou vulcanien.

## Histoire
Le rougeoiement du volcan est probablement ce qui amena James Cook à Tanna en 1774.
Aujourd'hui, le volcan est le lieu sacré du culte de John Frum ou culte du cargo. Les personnes qui croient en cette religion vénèrent John Frum, un messager qui avait prédit l'arrivée des Américains sur l'île de Tanna et, avec eux, la richesse pour les habitants. Les croyants attendent donc le retour de John Frum avec les richesses qu'il leur aurait promises.

## Tourisme
Comme il n'est pas très élevé, le Yasur est le volcan en éruption le plus accessible au monde. Il est possible de monter au sommet du volcan et d'observer les éruptions permanentes. C'est pour cette raison que le Yasur est l'un des lieux les plus touristiques du Vanuatu.